# Taurus Awards 2013
Die Taurus Awards 2013 waren die zwölfte Verleihung des Taurus Award, eine US-amerikanische Auszeichnung für Filmstunts, welche am 11. Mai 2013 erneut wie seit 2003 bei Paramount Pictures stattfanden.

## Verleihung
Als größter Gewinner ging die Filmproduktion Marvel’s The Avengers aus der Verleihung hervor, die in sechs Kategorien nominiert wurde und in vier Kategorien Auszeichnungen erhielt. Der Taurus Lifetime Achievement Award wurde posthum an den im Januar 2013 verstorbenen Stuntman David R. Ellis vergeben.

## Gewinner und Nominierte
Der Taurus Award wird jährlich in wechselnden Kategorien vergeben. Im Jahr 2013 erfolgt die Verleihung in folgenden Kategorien.
Zeitleiste der Kategorien des Taurus Award
Die Auszeichnungen wurden wie seit 2003 üblich in neun Kategorien verliehen, in denen insgesamt 22 verschiedene Filme nominiert wurden. Dabei wurde der Film Marvel’s The Avengers mit sechs Nominierungen am häufigsten nominiert. Mit vier Auszeichnungen erhielt er zugleich die meisten Taurus Awards. Erstmals wurde eine Auszeichnung für das beste Stunt Rigging vergeben. Wie im Vorjahr wurde die deutsche Actionserie Alarm für Cobra 11 – Die Autobahnpolizei als beste ausländische Produktion ausgezeichnet, die damit bereits zum sechsten Mal die Auszeichnung in der Kategorie Bester Stunt in einem ausländischen Film erhielt.
Folgende Filme des Vorjahres wurden 2013 nominiert sowie mit dem Taurus Award ausgezeichnet.
| Kategorie (Englische Originalbezeichnung)                                 | Nominierte Filme (Gewinner fett markiert)                                                     |
| ------------------------------------------------------------------------- | --------------------------------------------------------------------------------------------- |
| Beste Kampfszene (Best Fight)                                             | Marvel’s The Avengers                                                                         |
| Beste Kampfszene (Best Fight)                                             | The Expendables 2                                                                             |
| Beste Kampfszene (Best Fight)                                             | The Expendables 2                                                                             |
| Beste Kampfszene (Best Fight)                                             | Safe – Todsicher                                                                              |
| Beste Kampfszene (Best Fight)                                             | Safe – Todsicher                                                                              |
| Bester Stunt in der Höhe (Best High Work)                                 | Alex Cross                                                                                    |
| Bester Stunt in der Höhe (Best High Work)                                 | Marvel’s The Avengers                                                                         |
| Bester Stunt in der Höhe (Best High Work)                                 | Cloud Atlas                                                                                   |
| Bester Stunt in der Höhe (Best High Work)                                 | The Cold Light of Day                                                                         |
| Bester Stunt in der Höhe (Best High Work)                                 | James Bond 007: Skyfall                                                                       |
| Bester Stunt in der Höhe (Best High Work)                                 | Das gibt Ärger                                                                                |
| Bestes Stunt Rigging (Best Stunt Rigging)                                 | Alex Cross                                                                                    |
| Bestes Stunt Rigging (Best Stunt Rigging)                                 | The Amazing Spider-Man                                                                        |
| Bestes Stunt Rigging (Best Stunt Rigging)                                 | Das Bourne Vermächtnis                                                                        |
| Bestes Stunt Rigging (Best Stunt Rigging)                                 | The Dark Knight Rises                                                                         |
| Bestes Stunt Rigging (Best Stunt Rigging)                                 | Breaking Dawn – Biss zum Ende der Nacht, Teil 2                                               |
| Bester Fahrzeugstunt (Best Work With A Vehicle)                           | Marvel’s The Avengers                                                                         |
| Bester Fahrzeugstunt (Best Work With A Vehicle)                           | Das Bourne Vermächtnis                                                                        |
| Bester Fahrzeugstunt (Best Work With A Vehicle)                           | Safe House                                                                                    |
| Bester Fahrzeugstunt (Best Work With A Vehicle)                           | James Bond 007: Skyfall                                                                       |
| Bester Fahrzeugstunt (Best Work With A Vehicle)                           | Das gibt Ärger                                                                                |
| Bester Spezialstunt (Best Specialty Stunt)                                | The Amazing Spider-Man                                                                        |
| Bester Spezialstunt (Best Specialty Stunt)                                | The Dark Knight Rises                                                                         |
| Bester Spezialstunt (Best Specialty Stunt)                                | Django Unchained                                                                              |
| Bester Spezialstunt (Best Specialty Stunt)                                | Savages                                                                                       |
| Bester Spezialstunt (Best Specialty Stunt)                                | 7 Psychos                                                                                     |
| Bester Spezialstunt (Best Specialty Stunt)                                | James Bond 007: Skyfall                                                                       |
| Härtester Schlag (Hardest Hit)                                            | Marvel’s The Avengers                                                                         |
| Härtester Schlag (Hardest Hit)                                            | Premium Rush                                                                                  |
| Härtester Schlag (Hardest Hit)                                            | Premium Rush                                                                                  |
| Härtester Schlag (Hardest Hit)                                            | Premium Rush                                                                                  |
| Härtester Schlag (Hardest Hit)                                            | Resident Evil: Retribution                                                                    |
| Bester Stunt einer Frau (Best Overall Stunt By A Stunt Woman)             | Alex Cross                                                                                    |
| Bester Stunt einer Frau (Best Overall Stunt By A Stunt Woman)             | The Amazing Spider-Man                                                                        |
| Bester Stunt einer Frau (Best Overall Stunt By A Stunt Woman)             | Marvel’s The Avengers                                                                         |
| Bester Stunt einer Frau (Best Overall Stunt By A Stunt Woman)             | Premium Rush                                                                                  |
| Bester Stunt einer Frau (Best Overall Stunt By A Stunt Woman)             | Underworld: Awakening                                                                         |
| Bester Stuntkoordinator (Best Stunt Coordinator And/Or 2nd Unit Director) | The Amazing Spider-Man                                                                        |
| Bester Stuntkoordinator (Best Stunt Coordinator And/Or 2nd Unit Director) | Marvel’s The Avengers                                                                         |
| Bester Stuntkoordinator (Best Stunt Coordinator And/Or 2nd Unit Director) | Das Bourne Vermächtnis                                                                        |
| Bester Stuntkoordinator (Best Stunt Coordinator And/Or 2nd Unit Director) | Django Unchained                                                                              |
| Bester Stuntkoordinator (Best Stunt Coordinator And/Or 2nd Unit Director) | James Bond 007: Skyfall                                                                       |
| Bester Stunt in einem ausländischen Film (Best Action In A Foreign Film)  | Alarm für Cobra 11 – Die Autobahnpolizei (Staffel 20, Folge 1: Engel des Todes) (Deutschland) |
| Bester Stunt in einem ausländischen Film (Best Action In A Foreign Film)  | Der Hypnotiseur (Hypnotisören) (Schweden)                                                     |
| Bester Stunt in einem ausländischen Film (Best Action In A Foreign Film)  | Kings of the City (Grupo 7) (Spanien)                                                         |